# Leptocyclopodia cheirogaster
Leptocyclopodia cheirogaster är en tvåvingeart som beskrevs av Maa 1966. Leptocyclopodia cheirogaster ingår i släktet Leptocyclopodia och familjen lusflugor. Inga underarter finns listade i Catalogue of Life.